# Victor Riqueti de Mirabeau
Victor Riqueti, marchese di Mirabeau (Pertuis, 5 ottobre 1715 – Argenteuil, 11 luglio 1789) è stato un economista francese, padre di Honoré.
Era figlio di Jean-Antoine de Riquetti (1666-1737), brigadiere delle armate del re, e di Françoise de Castellane, figlia del marchese Jean-François de Castellane.

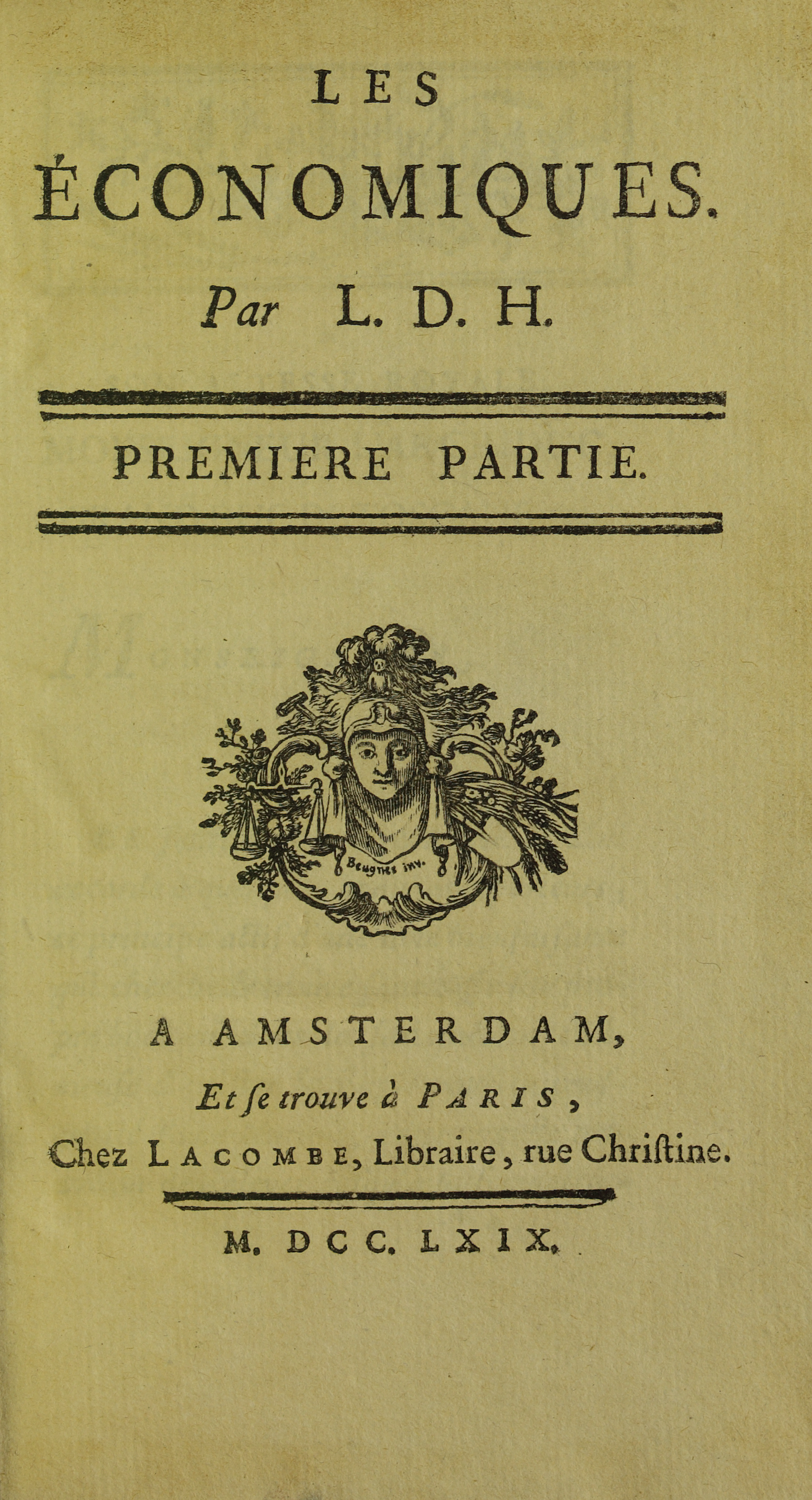
Economiques, 1769

È noto soprattutto per le opere L'Ami des hommes ou Traité sur la population (1757), la cui lettura indusse François Quesnay a proporgli una collaborazione, e Philosophie rurale ou économie générale et politique de l'agriculture, réduite à l'ordre immuable des lois physiques et morales qui assurent la prospérité des empires (1763), di cui Quesnay scrisse il 7º capitolo e che costituì la prima esposizione organica delle idee e delle proposte dei fisiocratici.

## Il rapporto con la Toscana
In Toscana, il granduca Pietro Leopoldo e i suoi ministri leggono con attenzione le opere dei fisiocratici e traggono ispirazione dalle loro idee nella conduzione delle loro riforme. Il marchese de Mirabeau, un grande rappresentante del movimento, si unì alle élite e ai leader toscani e lavorò per diffondere le teorie fisiocratiche nel paese. Nel 1769, il marchese dedicò ufficialmente il suo nuovo libro, Les Économiques, al granduca, dichiarando pubblicamente il suo rapporto privilegiato con la Toscana.

## Matrimonio e discendenza
Il 21 aprile 1743, ad Aigueperse, il marchese di Mirabeau sposò Marie Geneviève de Vassan. La coppia ebbe otto tra figlie e figli: 
- Victor Charles François (* 16 marzo 1744 - † 1747)
- Marie Anne Jeanne (* 10 luglio 1745 - † Voutezac, 20 ottobre 1808), religiosa nel convento delle Dame di Saint Dominique, a Montargis.
- Marie Anne Gabrielle (1746-1756)
- Élisabeth Charlotte (* 5 settembre 1747 - † 12 maggio 1821), sposò Charles Louis Gaspard de Lasteyrie (1740-1815), marchese del Saillant
- François (1748-1753)
- Honoré Gabriel Riqueti de Mirabeau, famoso tribuno e politico "liberale" ai tempi della rivoluzione francese
- Victoire Françoise (1750-1754)
- Jean Antoine (1751-1751)
- Marie Louise Catherine (* 4 settembre 1752 - † 16 agosto 1807), sposò il marchese Jean Paul de Clapiers-Cabris de Grasse (1750-1813)
- Victor (1753-1756)
- André Boniface Louis Riqueti de Mirabeau (1754-1792), anch'egli (come il fratello maggiore Honoré) deputato agli Stati Generali del 1789 ma con posizioni conservatrici. Ebbe un figlio chiamato Victor Claude Riqueti de Mirabeau.

I documenti personali della famiglia Riqueti de Mirabeau e di Victor Riqueti de Mirabeau sono conservati negli Archivi nazionali di Francia sotto l'indice 119AP. L'ultima discendente della famiglia Riquet (ramo francese) fu nel XX secolo Sibylle Gabrielle Riqueti de Mirabeau.

## Opere
- (FR) Victor de Riqueti Mirabeau, Théorie de l'impôt, S.l., sn, 1760. URL consultato il 20 giugno 2015.
- (FR) Victor de Riqueti Mirabeau, Philosophie rurale, A Amsterdam, Libraires associés Amsterdam, 1763. URL consultato il 20 giugno 2015.
- (FR) Victor de Riqueti Mirabeau, Economiques, A Amsterdam, Jacques Lacombe, 1769. URL consultato il 20 giugno 2015.